# Obersinn
Obersinn település Németországban, azon belül Bajorországban. Lakosainak száma 944 fő (2023. december 31.). Obersinn Spessart, Sinntal, Roßbacher Forst, Forst Aura, Mittelsinn, Burgjoß és Bad Soden-Salmünster községekkel határos.

## Népesség
A település népessége az elmúlt években az alábbi módon változott:
| Lakosok száma | 1187 | 1213 | 1229 | 1221 | 985  | 974  | 954  | 950  | 941  | 944  |
|               | 1875 | 1950 | 1975 | 1987 | 2012 | 2014 | 2016 | 2017 | 2021 | 2023 |